# Paracyathus pulchellus
Paracyathus pulchellus is een rifkoralensoort uit de familie van de Caryophylliidae. De wetenschappelijke naam van de soort is voor het eerst geldig gepubliceerd in 1842 door Philippi.